# Olimex
Olimex est un fournisseur de matériel informatique pour le marché de l'informatique embarquée.
L'entreprise a été créée en 1991 et se situe à Plovdiv en Bulgarie. L'entreprise est spécialisée dans la conception de cartes de développement, d'émulateurs pour le prototypage rapide de micro-contrôleurs ARM, AVR, MSP430, MAXQ, PIC et RISC-V,. Elle est notamment à l'origine de la série de SBC OLinuXino.
La carte ARM utilisée par la Fédération des fournisseurs d'accès à internet associatifs français dans le cadre du projet Brique Internet est un produit Olimex,.
En octobre 2024, Olimex propose une carte RISC-V à souder soi-même, le RVPC (pour RISC-V PC), comportant un connecteur VGA pour connecter un écran et un connecteur PS/2, pour connecter un clavier, permettant de créer un terminal informatique à très bas coût (1 €).